# Bojagi
Un bojagi (Hangul: 보자기; MR: pojagi, a veces acortado a 보; bo; po) es una tela coreana tradicional de envoltorio. El bojagi es típicamente cuadrado y puede estar hecho de  variedad de materiales, aunque la seda o ramie son los habituales. Los bordados bojagi se conocen como subo, mientras que la retazuela bojagi se conoce como chogak bo.
El bojagi tiene muchos usos, incluyendo tanto el envoltorio de regalo, bodas y ritos budistas. Más recientemente,  han sido reconocido como forma de arte tradicional, a menudo presentado en museos y reinterpretaciones inspiradoras modernas.

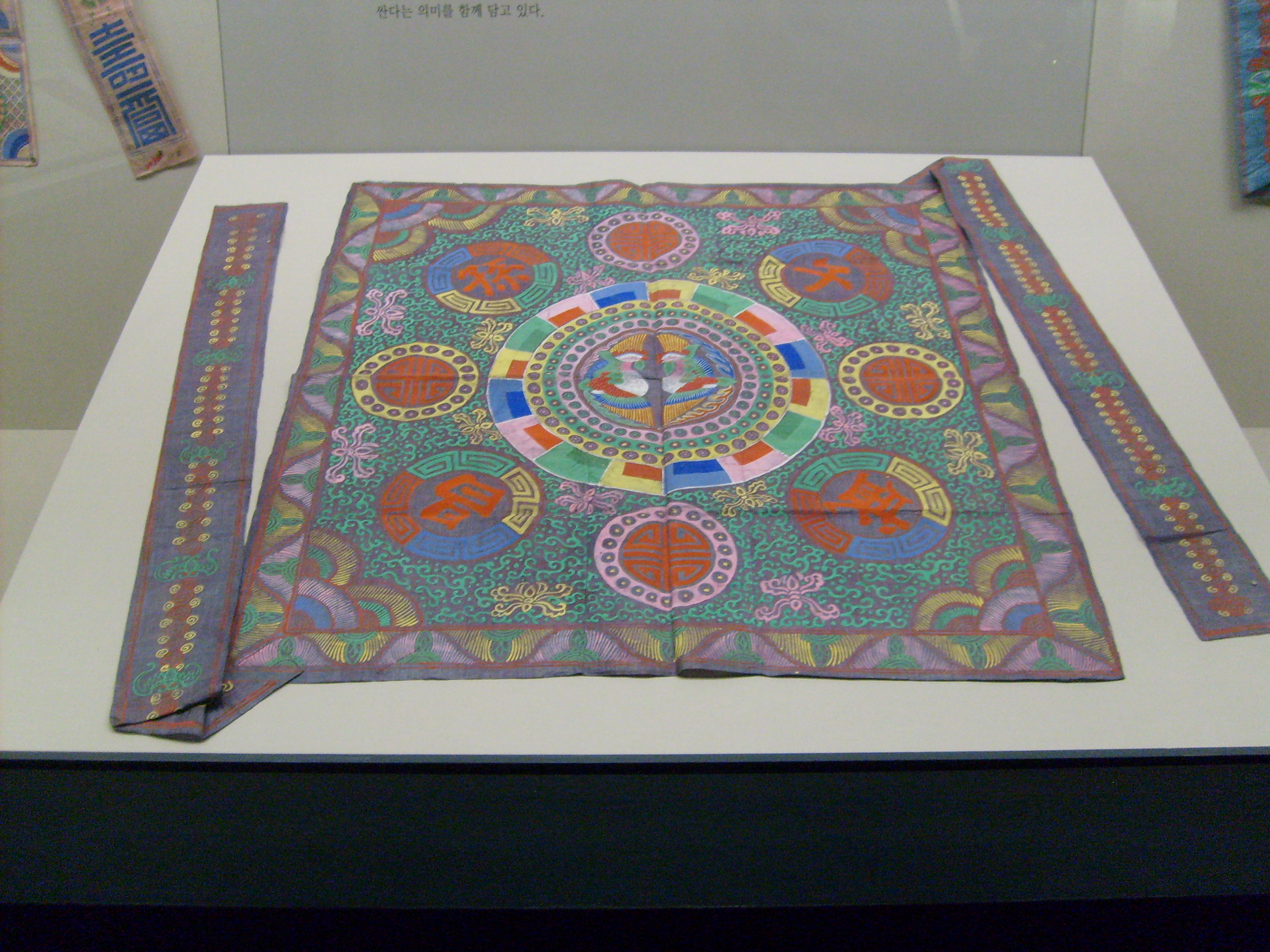
Buojagi no-patchwork de la realeza.

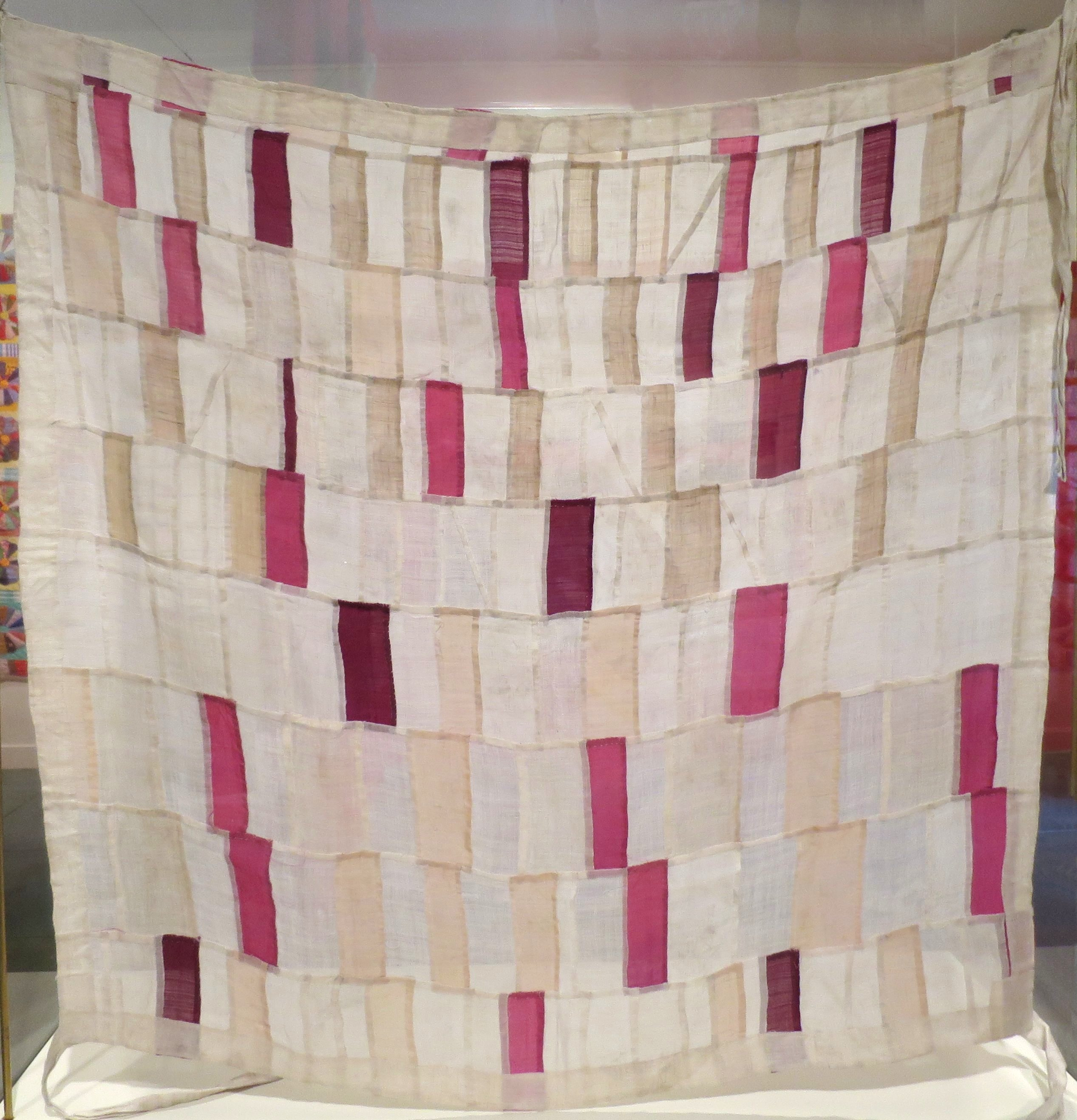
Bojagi de la colección del Honolulu Museo de Arte.

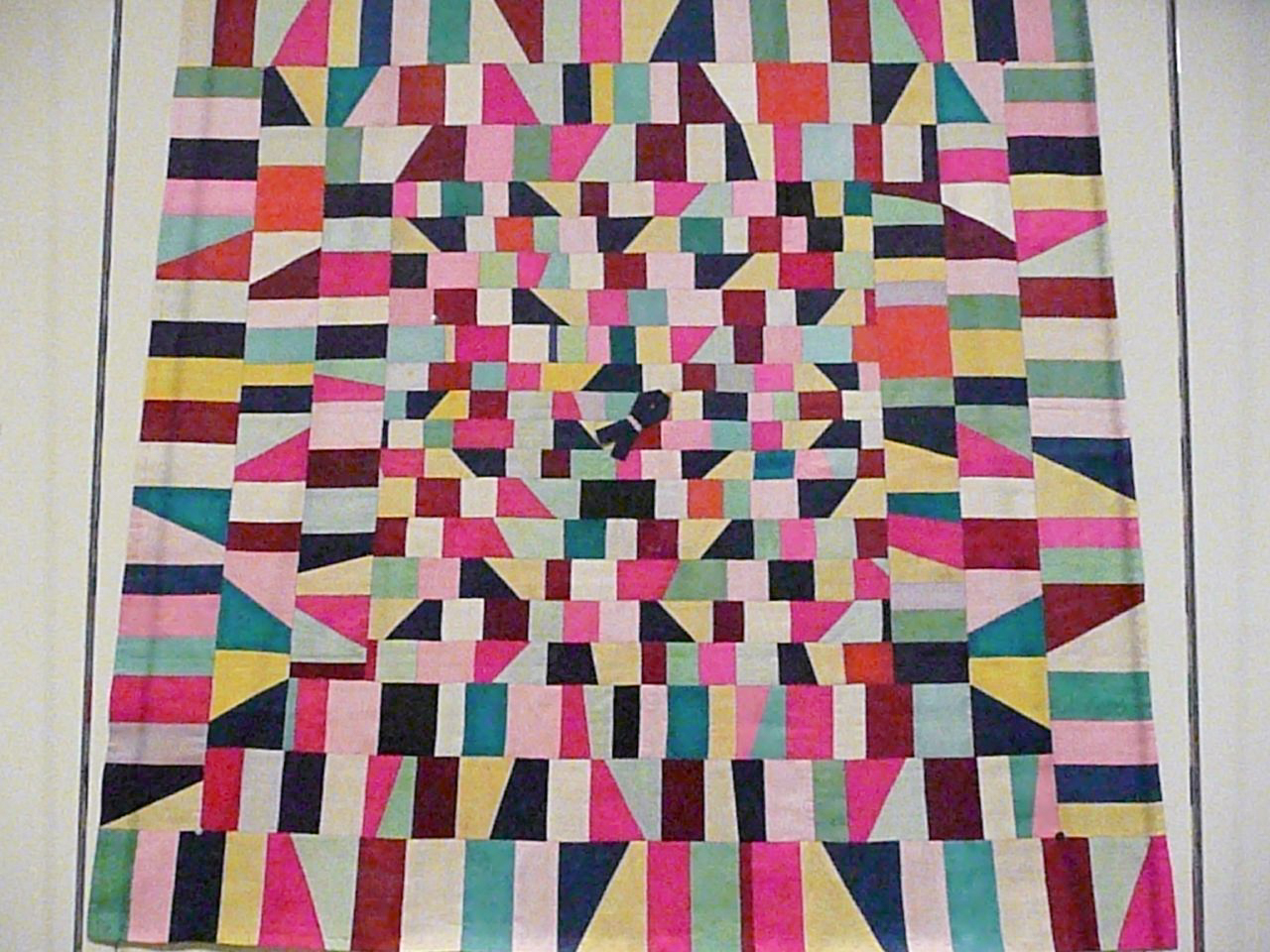
Seda patchwork bojagi de la colección del Museo de Arte asiático de San Francisco.

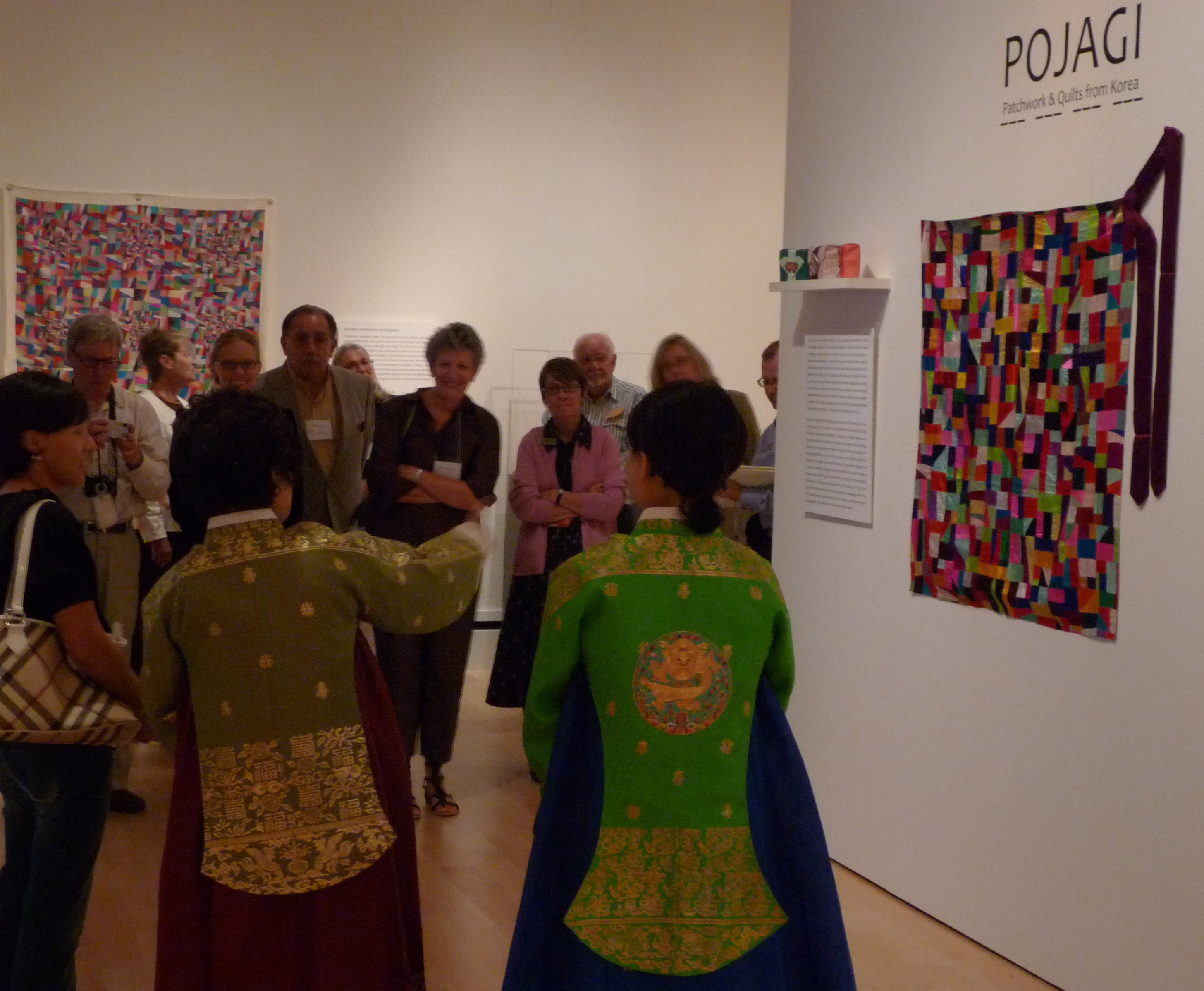
2008 exposición de bojagi en el Centro y Museo Internacional de Estudio del Edredón.

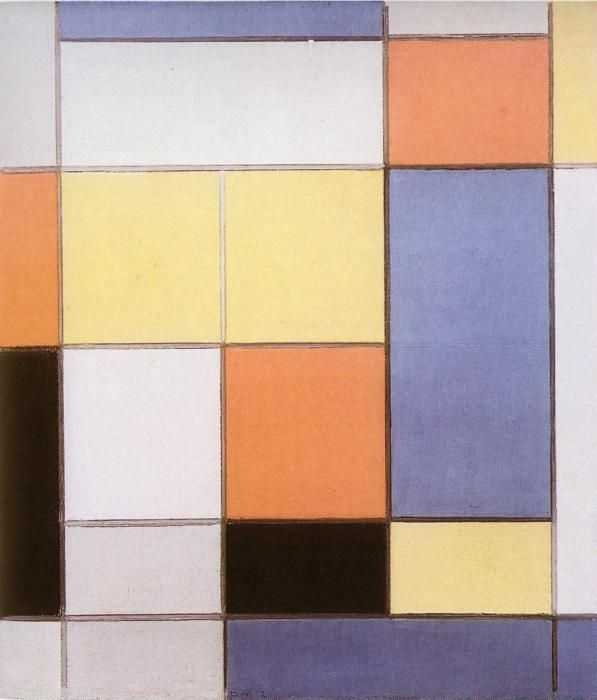
Trabajo de Piet Mondrian, cuyo uso de cuadris y colores se ha comparado al bojagi.